# ونسا براون
وانسا براون (انگلیسی: Vanessa Brown؛ ۲۴ مارس ۱۹۲۸ – ۲۱ مهٔ ۱۹۹۹) یک هنرپیشه اهل ایالات متحده آمریکا بود. وی بین سال‌های ۱۹۴۴ تا ۱۹۸۰ میلادی فعالیت می‌کرد.

## زندگی حرفه

### نقاشی
براون در مقاله‌ای در روزنامه به عنوان «هنرمندی خوش آتیه که نقاشی‌های رنگ روغنش در خانه‌های شخصیت‌های کلونی فیلم آویزان است» توصیف شد.  او نقاشی های خود را با نام تولدش، اسمیلا امضا کرد. 

## بخشی از فیلمشناسی
از فیلم‌ها یا برنامه‌های تلویزیونی که وی در آن نقش داشته‌است می‌توان به آثار زیر اشاره کرد.
- جورج آپلی فقید (فیلم) (۱۹۴۷)
- روح و خانم میور (۱۹۴۷)
- وارثه (۱۹۴۹)
- سه شوهر (۱۹۵۰)
- مشت‌زن (فیلم ۱۹۵۲) (۱۹۵۲)
- بد و زیبا (۱۹۵۲)